# 770-е годы
770-е (семьсо́т семидеся́тые) го́ды по юлианскому календарю — промежуток времени с 1 января 770 года по 31 декабря 779 года, включающий 770 год 7-го десятилетия   и с 771 по 779 годы    8-го десятилетия VIII века 1-го тысячелетия.  Они закончились 1246 лет назад.

## Важнейшие события
- 770—780-е годы — расширение владений Мерсии. Установление Оффой власти над Суссексом, Кентом и Эссексом[1][2][3]. Захват Восточной Англии и казнь её короля. Захват Лондона. Торговый договор с Карлом Великим.
- Саксонские войны (772—804)[4].

## 771
- Развод Карла Великого с Дезидератой[5]. Вдова Карломана Герберга с двумя сыновьями бежала к Дезидерию. 25 декабря — женитьба Карла на Хильдегарде из Аламании, которая родила ему трёх сыновей и трёх дочерей[6].
- После смерти своего брата Карломана Карл Великий стал единолично править франками[5].
- На реке Трайзен в Австрии основано бенедиктинское аббатство св. Ипполита (нем. Sankt Pölten), которое впоследствии разрослось в город Санкт-Пёльтен.

## 772
- Поход Карла Великого в Саксонию. Уничтожение главного святилища саксов, где стояла статуя Ирминсуля.
- 772—795 — папа римский Адриан I[7][8].
- Дезидерий потребовал от Адриана I короновать сыновей Карломана. Адриан отказал. Дезидерий захватил и разграбил Центральную Италию. Осень — Карл потребовал у Дезидерия сатисфакции.

## 773
- Франки собрались в Женеве и объявили Дезидерию войну. Армия Карла через перевал Мон-Сени подошла к Сузам и встретилась с армией лангобардов. Вторая армия франков перешла Альпы через Сен-Бернар. Войска Дезидерия отошли в Павию и Верону. Франки осадили крепости.
- Нападение саксов на Гессен.

## 774
- Зима — Верона сдалась франкам, племянники Карла Великого попали к нему в плен.
- Весна — Карл Великий в Риме. Он провозглашён покровителем Рима и подтвердил дарственную Пипина Короткого.
- Лето — Карлу Великому сдалась Павия. Король лангобардов Дезидерий отправлен в монастырь Корби. Карл Великий стал королём Ломбардии и занял Северную и Центральную Италию. В городах размещены франкские гарнизоны.
- Антиастурийское восстание в Галисии. Мятежники разбиты королём Сило в сражении при Монтекубейро[9][10].
- 774—775 — восстание крестьян и горожан в Армении.
- Июль (±1 месяц) — предположительно самая мощная из известных солнечных вспышек[11][12], вызвавшая экстремально большое образование углерода-14.

## 775
- Поход Карла Великого на саксов и их крещение.
- Карл подавляет восстание в Ломбардии герцогов Фриуля и Сполето, получивших поддержку от правителя Беневента. Ротгауд Фриульский лишён власти, а Хильдебранд Сполетский принёс вассальную клятву.
- Маркграфом Бретонским назначен Хруотланд (Роланд).
- 14 сентября — Смерть Константина V во время похода на болгар на корабле вблизи Стронгиле.
- 775—780 — Император Византии Лев IV Хазар (750, 25.1-780, 8.9). Прекращает гонения на иконы.
- 775—785 — Халиф Мухаммад ибн Мансур аль-Махди[13].
- Апрель — Победа войск халифа над восставшими армянами в верховьях Евфрата.

## 776
- 776—783 — Восстание согдийских крестьян под руководством хуррамита Хашима ибн Хакима (Муканны) против арабов в Мавераннахре.

## 777
- Собрание саксонских вождей в Падеборне признало Карла Великого своим повелителем.
- В Первом Болгарском царстве начинает править хан Кардам[14].

## 778
- Вторжение Карла Великого в Испанию. Легендарная битва в Ронсевальском ущелье между франками и басками (15 августа). Бретонский арьергард армии франков под командованием маркграфа Бретонской марки Роланда был почти полностью истреблён.
- Глава Вестфалии Видукинд переправился с восточного берега Рейна и направился к Кобленцу.
- Аквитания объявляется королевством, вассальным Каролингам.
- 778—779 — Крестьянское движение «сурх алем» («краснознамённых») в Гургане.
- Восстание «краснознамённых» в халифате Аббасидов.
- Основан первый в Индонезии буддийский храм чанди Каласан в Прамбанане.
- Старейший памятник на языке кави — собрание правил стихосложения «Чан дакарана».
- Лазика (Эгриси) освободилась от арабов и соединилась с Абхазским царством.

## 779
- Подавление Оффой мятежа в Уэссексе. Женитьба короля Уэссекса на второй дочери Оффы.
- Образование Испанской марки, подчинённой Карлу.

## 780
- Карл в Италии. Он принял предложение Ирины о будущем браке Константина VI с Хруотрудой, дочерью Карла.
- Лев Хазар возобновляет преследование иконопочитателей. Лето — Он обнаружил у Ирины иконы и прогнал её из дворца. Казнь нескольких вельмож. 8.9 — Смерть Льва.
- 780—797 — Император Византии Константин VI Слепой (14.1.771 — ок. 800).
- Власть в Византии сосредоточилась в руках Ирины, вдовы Льва VI, и евнуха Ставрикия. Октябрь — Заговор против Ирины с целью сделать императором кесаря Никифора, брата Льва. Заговорщики пострижены и сосланы. Братья Льва пострижены.
- 780—782/5 — Князь Армении Тачат Андзеваци.
- 780—804 — Император Китая Дэ-цзун.

## Родились
- Яхья аль-Хайят (770—835) — ученик Машаллаха, был одним из ведущих астрологов своего времени.
- Эйнхард
- Мария Амнийская — первая супруга византийского императора Константина VI, внучка святого Филарета Милостивого (Амнийского).
- ал-Бакри (Йахйа ибн ал-Хакам ал-Бакри), арабский дипломат и географ. (ум. 864).[15]

## Скончались
- Ду Фу